# إدوين أغسطس ستيفنز
إدوين أغسطس ستيفنز (بالإنجليزية: Edwin Augustus Stevens) هو مهندس ومخترِع أمريكي، ولد في 28 يوليو 1795 في هوبوكين في الولايات المتحدة، وتوفي في 8 أغسطس 1868 في باريس في فرنسا.